# Paraplanes svenhedini
Paraplanes svenhedini är en mångfotingart som beskrevs av Verhoeff K. W. 1933. Paraplanes svenhedini ingår i släktet Paraplanes och familjen spoljordkrypare. Inga underarter finns listade i Catalogue of Life.